# 个体工商户
个体工商户简称个体户，在中华人民共和国法律是指以个人财产或者家庭财产作为经营资本，依法经核准登记，并在法定范围内从事非农业的工商经营活动的个体经营者。
税收採用核定估算或定期定额征收制，不記錄實體營業額，也就是免開發票。月收入在5000元人民币以下的，免征增值稅、營業稅、城市維護建設稅、教育費附加。若是自需求要開發票，一本發票份只能開出5000元人民币；超出金額部份，工業性質的按6%納稅，商業性質的按4%納稅。

## 法規
个体工商户具有以下法律特征：
- 个体工商户的经营资本直接来自其个人财产或者家庭共有财产，其经营者与所有者不分，并且对外以个人财产或者家庭财产承担无限责任。
- 个体工商户依法从事制造、销售、运输、饮食、修理等工商业活动。个体工商户应当在政府的工商行政管理机关核准的范围内从事生产经营活动，不得超范围经营。
- 个体工商户可以是一个自然人，也可以是一个家庭。个体工商户以户的名义对外从事经营活动，享受民事权利并承担民事义务。
- 个体工商户必须依法登记注册。个体工商户非经工商行政管理机关登记注册，不得以个体工商户的名义从事工商业活动。
- 个体工商户的雇工为7人以下（包括7人），店鋪或公司面積500平方米以下。如果公民以个人或者家庭财产出资，其雇工为8人以上，从事经营活动，不应当登记为个体工商户，应当登记为其他类型的企业。

## 例外
2015年12月，國務院台灣事務辦公室宣布，針對台灣地區居民放寬個體商戶法律限制，雇工人數和經營場所面積限制全面解除。